# Liste der Monuments historiques in Poncey-sur-l’Ignon
Die Liste der Monuments historiques in Poncey-sur-l’Ignon führt die Monuments historiques in der französischen Gemeinde Poncey-sur-l’Ignon auf.

## Liste der Immobilien
| Bezeichnung          | Beschreibung | Standort                    | Kennzeichnung | Schutzstatus | Datum     | Bild           |
| -------------------- | --- | --------------------------- | ------------- | ------------ | --------- | -------------- |
| Quellen der Seine    | archäologischer Fundplatz mit Resten eines gallo-römischen Heiligtums in im 19. Jahrhundert angelegtem Landschaftspark; auch auf dem Gebiet von Source-Seine | westlich des Ortes (Lage)   | PA00112592    | Classé       | 1945 2020 | weitere Bilder |
| Kirche St-Barthélémy | von 1785 bis 1787 erbaut, Architekt Jean-Pierre Guillemot | Rue Saint-Barthelemy (Lage) | PA00112591    | Classé       | 2001      | weitere Bilder |

## Liste der Objekte
| Bezeichnung                                     | Beschreibung                                                          | Standort                           | Kennzeichnung | Schutzstatus | Datum | Bild |
| ----------------------------------------------- | --------------------------------------------------------------------- | ---------------------------------- | ------------- | ------------ | ----- | ---- |
| Skulptur Unterweisung Mariens                   | Aufsatz eines Prozessionsstabs; Holz, farbig gefasst, 17. Jahrhundert | in der Kirche St-Barthélémy (Lage) | PM21001753    | Classé       | 1925  |      |
| Skulpturengruppe Monstranz zwischen zwei Engeln | Aufsatz eines Prozessionsstabs; Holz, farbig gefasst, 17. Jahrhundert | in der Kirche St-Barthélémy (Lage) | PM21002989    | Classé       | 1925  |      |
| Skulptur Heiliger Bartholomäus (1)              | Aufsatz eines Prozessionsstabs; Holz, farbig gefasst, 17. Jahrhundert | in der Kirche St-Barthélémy (Lage) | PM21002990    | Classé       | 1925  |      |
| Relief Heiliger Bartholomäus                    | Kalkstein, 17. Jahrhundert                                            | in der Kirche St-Barthélémy (Lage) | PM21001750    | Classé       | 1916  |      |
| Skulptur Heiliger Sebastian (1)                 | Aufsatz eines Prozessionsstabs; Holz, farbig gefasst, 17. Jahrhundert | in der Kirche St-Barthélémy (Lage) | PM21002988    | Classé       | 1925  |      |
| Skulptur Heiliger Sebastian (2)                 | Kalkstein, farbig gefasst, 15. Jahrhundert                            | in der Kirche St-Barthélémy (Lage) | PM21001751    | Classé       | 1925  |      |
| Skulptur Heiliger Bartholomäus (2)              | Kalkstein, farbig gefasst, 15. Jahrhundert                            | in der Kirche St-Barthélémy (Lage) | PM21001752    | Classé       | 1925  |      |